# Nauas
Os nauas (também grafado nawas) são um povo indígena de língua da família Pano, que habitava o Vale do Juruá, Acre. Foram praticamente extintos por meio da colonização indiscriminada de suas terras, restando aproximadamente 300 indivíduos mestiços no município de Mâncio Lima.
O principal local de concentração dos índios da tribo dos nauas situava no chamado "Estirão dos Nauas", que se situa na cidade de Cruzeiro do Sul, conhecida como "A Terra dos Nauas".